# Borofolket
Borofolket (även kallade bodo), en tibetoburmansk etnolingvistisk folkgrupp, i de indiska delstaterna Assam, Västbengalen och Manipur. De flesta talar bodo, av dessa är 40 procent läskunniga även i assamesiska. Vid 2001 års folkräkning fanns cirka 1,4 miljoner individer i nordöstra Indien och 2000 individer i Nepal.
Boros är i allmänhet jordbrukare, och tillhör såväl traditionell stamreligion som hinduism och kristendom. Borofolkets gerilla strider mot den indiska regeringen för självständighet, och har nått vissa militära framgångar. I oktober 2004 tvingades regeringen sluta en vapenvila med gerillan.